# Opochetsky (huyện)
Huyện Opochetsky (tiếng Nga: ? райо́н) là một huyện hành chính tự quản (raion), của Tỉnh Pskov, Nga. Huyện có diện tích 2050 kilômét vuông, dân số thời điểm ngày 1 tháng 1 năm 2000 là 25600 người. Trung tâm của huyện đóng ở Opochka.